# 44
Năm 44 là một năm trong lịch Julius. 